# Cemal Azmi
Mehmet Cemal Azmi Bey (* 1868 in Arapkir, Osmanisches Reich; † 17. April 1922 in Berlin) war ein osmanischer Politiker und Wali (Gouverneur) der Provinz Trabzon während des Ersten Weltkrieges und der letzten Jahre des Osmanischen Reiches. Er war einer der Hauptverantwortlichen für den Völkermord an den Armeniern in der Provinz Trabzon. Bekannt war er als „Der Schlächter von Trabzon“ (türkisch Trabzon Celladı – „Henker von Trabzon“).

## Herkunft
Cemal Azmi wurde im Jahre 1868 in Arapkir im damaligen Osmanischen Reich geboren. Sein Vater war Osman Nuri Bey, der Name seiner Mutter war Gülsüm. Im Jahre 1891 studierte er an der Mülkiye Mektep. In den Jahren 1910 bis 1911 war er osmanischer Mutasarrıf von Jerusalem.

## Völkermord an den Armeniern
Kurz vor dem Ersten Weltkrieg wurde Azmi am 7. Juli 1914 zum Gouverneur von Trabzon ernannt. Während des Völkermordes ab 1915 begingen Azmis Anhänger und Truppen zunächst außerhalb der Stadt Trabzon Massaker. Er war vor allem für seine Gewaltanwendung gegen Kinder bekannt. Azmi ordnete in Zusammenarbeit mit dem Mitglied des Zentralkomitees der Ittihadisten, Yenibahceli Nail, die Ertränkung von mehreren Tausend Frauen und Kindern im Schwarzen Meer an.
Oscar S. Heizer, der US-Konsul in Trabzon 1915, berichtet: „Dieser Plan passte Nail Bey nicht... Viele der Kinder wurden auf Boote geladen, aufs Meer verschifft und über Bord geworfen“. Der italienische Konsul von Trabzon, Giacomo Gorrini, schreibt: „Ich sah Tausende unschuldiger Frauen und Kinder auf Booten, die im Schwarzen Meer umgekippt wurden“. Auch die späteren Trabzoner Gerichtsverhandlungen berichteten von Armeniern, die im Meer ertränkt wurden.
Azmi war für das Verschleppen von Mädchen unter 15 Jahren und Buben unter 10 Jahren aus Waisenhäusern verantwortlich, welche an muslimische Haushalte verschenkt wurden. Azmis Sohn zitierte seinen Vater vor dessen Tod: „Unter den schönsten armenischen Mädchen im Alter von zehn bis 13 Jahren wählte ich mir einige aus und schenkte sie meinem Sohn [der damals 14 Jahre alt war]; die anderen ließ ich im Meer ertränken.“

### Raub armenischen Vermögens
Gegen Ende der Massaker eignete sich die Familie Azmi durch Beschlagnahmung von armenischem Eigentum und Vermögen bedeutenden Wohlstand an. Arusiag Kilijian, ein 18 Jahre alter Waise, der von Azmis Familie als Sklave gehalten wurde, berichtete, dass Azmis Haushalt gefüllt war mit „gestohlenen Gütern, Teppichen und so weiter“.
Während des Kreuzverhörs von Nuri Bey zur 9. Sitzung der Verhandlungen in Trabzon wurde am 10. April 1919 berichtet, dass Agent Mustafa, der Kommandeur des Seehafens von Trabzon „eine zu Vartivar Muradian gehörige Box entwendet hat“ und von Cemal Azmi als Austausch „fünfhundert Pfund Gold sowie Juwelen“ erhielt.

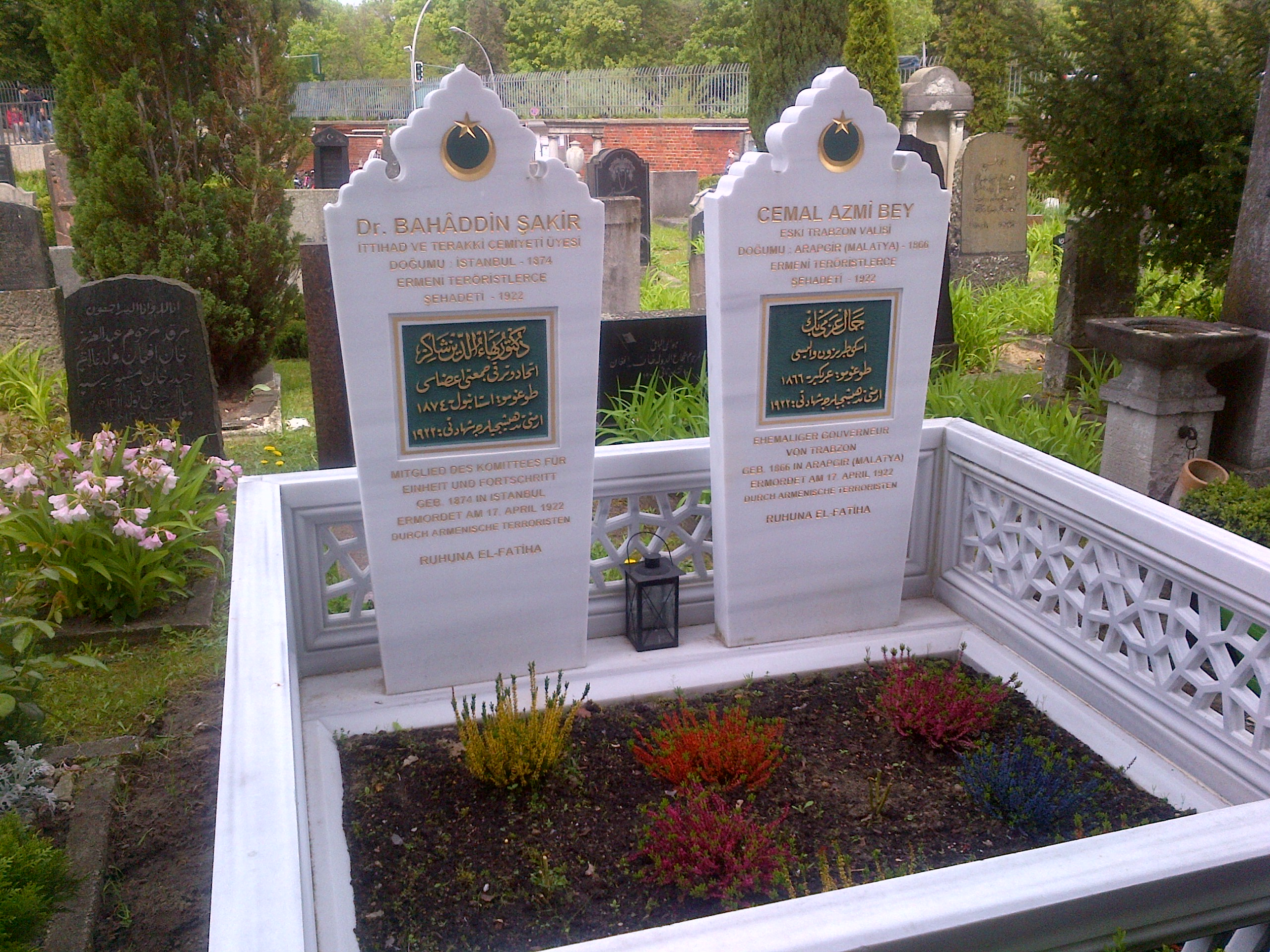
Die Gräber von Cemal Azmi Bey und Bahaeddin Şakir, Türkischer Friedhof Berlin.

### Kriegsgerichte 1919–1920 und Trabzon-Prozesse
Während der türkischen Militärgerichte von 1919–1920 hielt der osmanische Politiker Çürüksulu Mahmud Pascha am 2. Dezember 1919 eine Rede im osmanischen Senat, wo er Cemal Azmi öffentlich der Massaker in Trabzon und der folgenden Ertränkung Tausender Frauen und Kinder bezichtigte.
Am 11. Dezember 1918 hielt der Vizegouverneur Trabzons, Hafiz Mehmet, eine Rede in der Abgeordnetenkammer, und sagte darin:

„Gott wird uns für das, was wir taten, bestrafen ... die Angelegenheit ist zu offensichtlich, um geleugnet zu werden. Ich erlebte diese Armenier-Ereignisse in der Hafenstadt Ordu persönlich mit. Unter dem Vorwand, sie nach Samsun zu schicken, eine weitere Hafenstadt am Schwarzen Meer, lud der Bezirksgouverneur die Armenier in Lastkähne und warf sie über Bord. Ich hörte, dass der Generalgouverneur diese Prozedur in der ganzen Provinz billigte. Obwohl ich dies dem Innenministerium direkt nach meiner Rückkehr in Konstantinopel berichtete ... war ich nicht dazu fähig, irgendeine Aktion gegen die Letzteren einzuleiten; Ich versuchte für etwa drei Jahre, solche Maßnahmen geregelt zu bekommen, aber vergeblich.“

Während der 14. Sitzung der Trabzoner Prozesse am 26. April 1919 erklärte der Gouverneur von Giresun, Arif Bey, dass Azmi ihm befohlen hatte, „die Armenier über den Weg des Schwarzen Meeres nach Mosul zu deportieren“, was bedeutete, sie zu ertränken.
Am 22. Mai 1919 wurde Cemal Azmi in Abwesenheit wegen Mordes und „erzwungener Umsiedlung“ zum Tode verurteilt. Die Todesstrafe wurde nicht vollzogen. Cemal Azmi kam frei und floh in der Folge nach Berlin.

## Ermordung
Am 17. April 1922 wurde Cemal Azmi, zusammen mit Bahaddin Şakir, in der Uhlandstraße in Berlin-Charlottenburg wegen seiner führenden Rolle im Völkermord von Arschawir Schirakjan als Teil der Operation Nemesis ermordet. Sein Grab befindet sich auf dem türkischen Friedhof in Berlin-Neukölln. Ein alter, inzwischen entfernter Grabstein weist sein Geburtsjahr mit 1876 aus, während auf dem neuen 1866 steht. Die 2011 komplett neu in weißem Marmor gestaltete Grabstätte stellt Cemal Azmi als ein Opfer “armenischer Terroristen” dar. Angesichts der Tatsache, dass es sich bei ihm um einen durch ein Kriegsgericht des Osmanischen Reiches zum Tode verurteilten Massenmörder handelt, der sich der Strafe durch Flucht entzog, gilt diese Art der Täterverehrung für viele Nachkommen der armenischen Hinterbliebenen als moralisch fragwürdig.
Im Jahre 2003 wurde in Trabzon eine Grundschule nach Cemal Azmi benannt.